# Louis Timbal-Duclaux
Louis Timbal-Duclaux (Toulouse, Francia, 1941) es un autor, Redactor y sociólogo francés, creador de diversos manuales que tratan sobre la mejora en la práctica de la escritura, abocándose también en la redacción de manuales para los diversos géneros de la literatura, muchos de estos libros han sido traducidos a diferentes idiomas como el portugués, el griego, castellano, entre otros. Sus trabajos también han sido dirigidos a la redacción de artículos en periódicos y revistas en Francia. En la actualidad dirige seminarios sobre el perfeccionamiento de la escritura.

## Biografía
Es diplomado de la escuela de «École des hautes études commerciales» (Escuela de altos estudios comerciales) desde 1963 y licenciado en sociología desde 1964. En el año 1966 estuvo en el departamento de relaciones públicas de la Gas de France, la cual se ha encontrado durante la mayor parte de su vida laboral. Actualmente es el responsable de la comunicación escrita en la «Direction des études et recherches de l'Électricité de France» (Dirección de Estudios e Investigación de la Electricidad de Francia) ha publicado una gran cantidad de artículos en periódicos y revistas de negocios como la «Revue française d'électricité, Communication et langages» (revista de electricidad francesa, comunicación y lenguaje), la «Revue générale nucléaire» (Revista general nuclear) y la «Usine nouvelle, industrie du pétrole» (instalación nueva, industria del petróleo). Autor del libros como "La «méthode SPRI» (El método SPRI) en 1983, «L'écriture créative» (La escritura Creativa) en 1986, «et La prise de notes efficace» (Tomando notas efectivas) en 1988.